# Pleogynopteryx tenebricosa
Pleogynopteryx tenebricosa là một loài bướm đêm trong họ Geometridae.